# Pyrausta pythialis
Pyrausta pythialis is een vlinder van de familie van de grasmotten (Crambidae). De wetenschappelijke naam van deze soort is voor het eerst voorgesteld door William Barnes en James Halliday McDunnough in een publicatie uit 1918.
De soort komt voor in het zuiden van Canada (Manitoba) en het noorden van de Verenigde Staten (North Dakota, Minnesota).